# Massimo Massimi

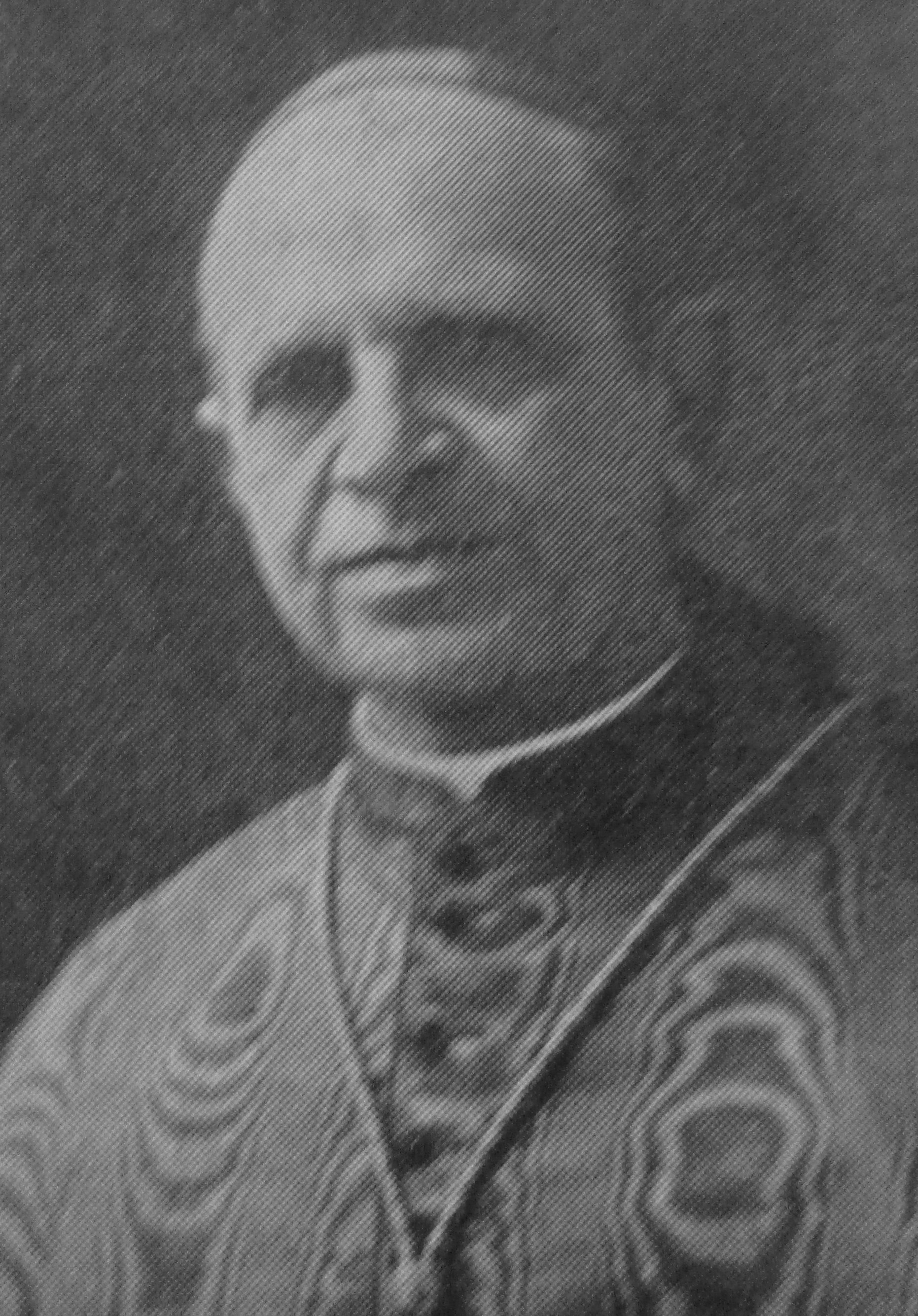
Kardinal Massimi (1939)

Massimo Kardinal Massimi (* 10. April 1877 in Rom, Königreich Italien; † 6. März 1954 in der Vatikanstadt) war ein italienischer Kurienkardinal der römisch-katholischen Kirche.

## Leben
Massimo Massimi studierte am Päpstlichen Römischen Seminar, wo er zum Doktor des Kanonischen Rechts promovierte, und an der Universität La Sapienza, wo er den Doktortitel im weltlichen Recht erlangte. Am 14. April 1900 wurde er von Erzbischof Giuseppe Ceppetelli, dem Vizegerenten der Diözese Rom, zum Priester geweiht. Danach wirkte er acht Jahre lang als Seelsorger in verschiedenen Gemeinden Roms. 1904 wurde er zugleich Professor für Zivilrecht am  Päpstlichen Athenaeum Sant’Apollinare. Ab 1908 war er beim Gerichtshof der Römischen Rota tätig.
1909 wurde er Konsultor der Redaktionskommission, die unter Leitung von Pietro Gasparri die Kodifizierung des kanonischen Rechts vorbereitete. 1911 wurde er Geheimkämmerer Seiner Heiligkeit, 1915 Auditor (Richter) der Römischen Rota und am 1. Mai 1926 deren Dekan. 1932 wurde er Präsident der Kommission für die Schaffung eines Strafrechts für den Vatikanstaat. Im Dezember des Jahres 1935 nahm ihn Papst Pius XI. als Kardinaldiakon mit der Titeldiakonie Santa Maria in Portico in das Kardinalskollegium auf und übertrug ihm ein Jahr darauf die Leitung der Päpstlichen Kommission für die Kodifizierung des Kanonischen Rechts der Ostkirchen. Nach dem Tod Pius XI. galt Kardinal Massimi als papabile und wurde im Vorfeld der Papstwahl als ein möglicher Nachfolgekandidat gehandelt. Er nahm am Konklave 1939 teil, das am 2. März Pius XII. wählte. Am 14. März 1939 wurde Massimo Massimi vom neuen Papst zum Präsidenten der Päpstlichen Kommission für die authentische Auslegung von Gesetzestexten ernannt. Am 18. Februar 1946 wurde er unter Beibehaltung seiner Titeldiakonie zum Kardinalpriester pro hac vice erhoben und am 29. Mai desselben Jahres zum Präfekten des Obersten Gerichtshofs der Apostolischen Signatur ernannt.
Er starb im März 1954 in Rom und wurde auf dem Friedhof Campo Verano beigesetzt. Seine sterblichen Überreste wurden im Oktober 1976 in die Kirche Santa Maria in Portico Campitelli übertragen.